# Гілдфорд (Монтана)
Гілдфорд (англ. Gildford) — переписна місцевість (CDP) в США, в окрузі Гілл штату Монтана. Населення — 141 особа (2020).

## Географія
Гілдфорд розташований за координатами 48°34′30″ пн. ш. 110°16′9″ зх. д. / 48.57500° пн. ш. 110.26917° зх. д. (48.574882, -110.269255).  За даними Бюро перепису населення США в 2010 році переписна місцевість мала площу 12,90 км², уся площа — суходіл. В 2017 році площа становила 2,94 км², уся площа — суходіл.

## Демографія
Згідно з переписом 2010 року, у переписній місцевості мешкало 179 осіб у 75 домогосподарствах у складі 50 родин. Густота населення становила 14 особи/км².  Було 87 помешкань (7/км²).
Расовий склад населення:
| - 96,6 % — білих - 1,7 % — корінних американців - 1,1 % — азіатів |

До двох чи більше рас належало 0,6 %. Частка іспаномовних становила 3,4 % від усіх жителів.
За віковим діапазоном населення розподілялося таким чином: 27,9 % — особи молодші 18 років, 52,5 % — особи у віці 18—64 років, 19,6 % — особи у віці 65 років та старші. Медіана віку мешканця становила 43,3 року. На 100 осіб жіночої статі у переписній місцевості припадало 105,7 чоловіків;  на 100 жінок у віці від 18 років та старших — 95,5 чоловіків також старших 18 років.
За межею бідності перебувало 3,9 % осіб, у тому числі 0,0 % дітей у віці до 18 років та 0,0 % осіб у віці 65 років та старших.
Цивільне працевлаштоване населення становило 34 особи. Основні галузі зайнятості: сільське господарство, лісництво, риболовля — 29,4 %, освіта, охорона здоров'я та соціальна допомога — 26,5 %, роздрібна торгівля — 14,7 %, транспорт — 11,8 %.